# Port lotniczy Bonanza
Port lotniczy Bonanza (ang. Bonanza Airport) (IATA: BZA, ICAO: MNBZ) – port lotniczy zlokalizowany w Bonanzie, w Nikaragui.

## Linie lotnicze i połączenia
- La Costeña (Managua [przez Siunę], Rosita, Siuna)